# Луд, збуњен, нормалан (2. сезона)
Прва сезона телевизијске серије Луд, збуњен, нормалан је премијерно емитована на Федералној телевизији БиХ у периоду од 7. септембра 2008. до 12. априла 2009. године.

## Радња
У новим епизодама у центру приче су животи три члана породице Фазлиновић, њихове згоде и незгоде. Изету неће бити лако јер ће се наћи у зачараном кругу. Мораће да бира између две комшинице Сенке и Споменке. На почетку нове сезоне Изет расписује конкурс за нову кућну помоћницу. Тако да ће тројац Фазлиновић добити новог кормилара, а то је кућна помоћница Рапка која ће заменити Шефику и донети нову свежину у њихове животе. Наравно, ту су још и остали познати ликови. У наставцима који следе у град долази и порезна инспекција, а игром случаја Стјепан сазнаје како порезни инспектор планира посетити студио "Акорд". И док је телефонска линија у Акорду у квару, Ивана и Фарук направиће план како заварати порезног инспектора.

## Улоге
| Глумац                 | Улога                   |
| ---------------------- | ----------------------- |
| Мустафа Надаревић      | Изет Фазлиновић         |
| Сенад Башић            | Фарук Фазлиновић        |
| Моамер Касумовић       | Дамир Фазлиновић        |
| Белма Лизде-Курт       | Рабија Бубић            |
| Жан Маролт             | Енес Хаџиетхемћумуровић |
| Гордана Бобан          | Ивана                   |
| Снежана Марковић       | Сенада Фукић            |
| Милан Павловић         | Дино Мујкић             |
| Мирај Грбић            | Драган Чмар             |
| Емир Хаџихафизбеговић  | Самир Фазлиновић        |
| Ива Шулентић           | Инес Грацин             |
| Татјана Шојић          | Марија Мрвица           |
| Саша Петровић          | Стјепан Мрвица          |
| Мирвад Курић           | Мариофил Шесто          |
| Јелисавета Сека Саблић | Сенка Вихорец           |
| Милена Дравић          | Споменка Вихорец        |
| Вања Драх              | Др. Ђиђимиловић         |

## Списак епизода
| Бр. еп. (у серији) | Бр. еп. (у сезони) | Датум емитовања     | ТВ емитер | Назив                             | Сиже |
| ------------------ | ------------------ | ------------------- | --------- | --------------------------------- | --- |
| 41                 | 1                  | 7. септембар 2008.  | ФТВ (БиХ) | Аудиција                          | Изет расписује конкурс за нову кућну помоћницу. У Сан Ремо долази порезна инспекција и игром случаја Стјепан сазнаје да 53-годишњи порезни инспектор планира посетити студио Акорд. Телефонска линија у Акорду је у квару, а Ивана и Фарук кују план како да заварају порезног инспектора. |
| 42                 | 2                  | 14. септембар 2008. | ФТВ (БиХ) | Распродаја                        | Фаруку стиже казна порезне инспекције, али он проналази решење, по којем распродаје намештај из студија и наруквицу за коју је Изет имао намеру да је поклони Споменки. У испражњен студио долази 36-годишњи Дин Бацковић са намером да ту снима свој нови албум, а сплетом околности Изет долази до јединог могућег закључка те је за све крива нова кућна помоћница Рапка. |
| 43                 | 3                  | 21. септембар 2008. | ФТВ (БиХ) | Халуцинације                      | Изет проживљава трауматичне тренутке, сукобљава се са властитим халуцинацијама. Дамир и Фарук ће урадити све да му отежају стање и да дођу до његовог "црног фонда". Срећом, за Изета ту су и стручни савети Др. Ђиђимиловића. Комшија Енес упознаје Рапку и романтична веза је на помолу. |
| 44                 | 4                  | 28. септембар 2008. | ФТВ (БиХ) | Призивање Изета                   | Изет се несмотрено упустио у клађење на борбе паса. Прогања га локални насилник 55-годишњи Јаков и прети да ће га истући ако не плати паре изгубљене на клађењу. Споменка се ненадано вратила из Америке, те она и Сенка, обе заљубљене у Изета, улазе у отворени сукоб. Изетов саборац из Другог светског рата, Мирко, умире у болници, а његов идентитет грешком бива замењен са Изетовим. |
| 45                 | 5                  | 5. октобар 2008.    | ФТВ (БиХ) | Кружни ток                        | Комшија Енес долази до Изета и пита га да се придружи његовој политичкој странци. Изет је испрва одбио јер није комунистичка партија, већ демократска. Али после објашњава Енеса да би добио велику количину новца као посланик његове странке, Изет је прихватио, али ће се десити нешто неочекивано на крају. Затим Сенка и Споменка долазе до Изета да би биле са њим, али у исто време он иде у круг по стану да се не би среле.                                                                                    |
| 46                 | 6                  | 12. октобар 2008.   | ФТВ (БиХ) | Егзибиционист                     | Полиција у граду има два горућа проблема: фалсификоване новчанице и егзибиционисту, који по парковима пресреће жене. Чудним сплетом околности Фазлиновићи постају осумњичени за обе појаве. Локални преварант Јаков још једном ће из свега извући дебљи крај, а Споменка и Сенка кују план како се осветити Изету за сву бол коју им је нанео. |
| 47                 | 7                  | 19. октобар 2008.   | ФТВ (БиХ) |                                   | Изет изненада открива у себи склоност ка столарском занату. С' обзиром да је намештај у студију у лошем стању, он и Фарук склапају договор да ће за одговарајућу накнаду Изет извршавати ситне поправке. Дино започиње озбиљну везу са девоком Фахром. Међутим, она се бави најстаријим занатом на свету. |
| 48                 | 8                  | 26. октобар 2008.   | ФТВ (БиХ) | Кокошињац                         | Поскупљење животних намерница наводи Изет на радикалне потезе. Одлучује да се бави перадарством, али Енес представља препреку његовој пословној иницијативи. У студио долази чувена естрадна звезда. Зарада је на видику, међутим догађаји се не развијају онако како је то Фарук испланирао. Изетова пословна иницијатива ће директно угрозити Фаруков пословни план. |
| 49                 | 9                  | 2. новембар 2008.   | ФТВ (БиХ) | Недјељом на гробље                | Сенка и Споменка су напустиле Изета. Та ситуација је за њега неиздржива, те Изет пада у тешку депресију. У помоћ позива Др. Ђиђимиловића. Доктор има кључ за његово изљечење, а то је да Изет под хитно мора остварити везу са неком новом женом. Фарук је у акцији реновирања студија. Све то финансира Стефанел, велика музичка звезда која жели ту снимити свој нови албум. Ствари се одлично развијају док се у целу ситуацију не упетља Дино.                                                                      |
| 50                 | 10                 | 9. новембар 2008.   | ФТВ (БиХ) | Полицијска држава                 | Изет се пријављује на аудицију за улогу у играном филму. Улога полицајца коју је добио му одлично лежи па се он у њу превише уживљава. Ведрана, Споменкина кћерка, се ненадано враћа из Америке и то у Дини буди заборављене емоције. Изет користи прилику да поврати Споменкину љубав, али то ће бити успех кратког даха. |
| 51                 | 11                 | 16. новембар 2008.  | ФТВ (БиХ) | Црна мамба                        | Изет покушава своје тело довести у савршену кондицију: џогира, ради вежбе и на крају одлази у Фојницу како би тамо искористио све што тај спортско-рекреативни центар нуди. У међувремену Фарук и Дамир раде план како да на брзину зараде нешто новца. У град су дошли студенти славистике из Холандије и они у томе виде своју шансу. Све се закомпликује када се Изет прерано врати из бање у Фојници. |
| 52                 | 12                 | 23. новембар 2008.  | ФТВ (БиХ) | парада                            | Гошће из Холандије одлучиле су остати још неко време у Сарајеву. Изет у томе види прилику за додатну зараду, а Чомбе и Дино могућност за сексуалну авантуру. Фарук и Дамир су се преселили у студио и учиниће све како би се вратили у стан. Њихов план је једноставан - разоткрити Изету да су његове гошће у љубавној вези, што би онда требало резултирати да их он избаци из стана. |
| 53                 | 13                 | 30. новембар 2008.  | ФТВ (БиХ) | Хитмејкер                         | Дино је доживео несрећу у студију. Звучник који је неспретно покушавао поставити на зид му је пао на главу и то ће проузроковати необичне последице по његов карактер. Као резултат ударца којег је примио у главу, Дино постаје изразито талентовани композитор. Певачи из целе регије долазе у студио у жељи да од њега откупе песму. Склапањем менаџерског уговора са њим, Изет покушава легализовати цели случај. Наравно, у своју корист.                                                                          |
| 54                 | 14                 | 7. децембар 2008.   | ФТВ (БиХ) | Дејтон                            | Још један састанак породице Фазлиновић, али овај пут са необичним исходом. С' обзиром да је Фарук осигурао повећање кућног буџета, његов и Дамиров предлог је да се председавајући у кући мења на недељном нивоу. Овај предлог на неверицу Дамира и Фарука лако пролази код Изета. У првој недељи свог председавања Дамир устраје у куповини новога аутомобила. Стари ауто Изет продаје Дини. Дино, међутим, уопште нема возачку дозволу те је приморан замолити Самира да му реши тај мали проблем.                    |
| 55                 | 15                 | 14. децембар 2008.  | ФТВ (БиХ) | Афера Сангрија                    | Незадовољан својим сексуалним животом Дино се одлучује на очајнички корак. Чомбе му набавља дрогу са којом он планира олакшати свој пролаз код Селме. У међувремену Изет полицији пријављује да је Дино узроковао саобраћајну незгоду. Полиција долази ухапсити Дину и игром случаја Чомбетова дрога завршава у пићу које пију Споменка, Сенка и Ана. То је незгодна ситуација за Изета, али и за Дамира и Фарука. |
| 56                 | 16                 | 21. децембар 2008.  | ФТВ (БиХ) | Бракоразводна парница             | Уверен како купус има афродизијачка својства, Изет се упушта у производњу дезодоранса који ће му, по његовој процени, донети богатство. Стручну помоћ у овом потхвату пружит ће му, ко други него, Др. Ђиђимиловић. На видело излази Маријина љубавна афера са Мариофилом. Она је одлучна, развод са Стјепаном је неминовност, али само под њеним условима који су категорични. Она захтева да све што су стекли у браку остане њој. Правну и малверзацијску помоћ у њеном науму пружиће јој Енес Хаџиетхемћуморовић.   |
| 57                 | 17                 | 28. децембар 2008.  | ФТВ (БиХ) | Четири секретара СКОЈ-а           | Годишњица је оснивања партизанског одреда у коме је ратовао Изет. То је разлог окупљања старих партизана и уједно повод за добру пијанку партијских другова. Радећи музику за један ратни филм, Фарук снима немачку корачницу. Снимак те корачнице и пијани партизани у истој просторији су спој који резултира општом тучом. Полиција мора ангажовати специјалце како би умирила разјарене пијане партизане. |
| 58                 | 18                 | 4. јануар 2009.     | ФТВ (БиХ) | Аналогно на дигитално             | Због нереда које су направили у пијанству, стари партизански другови Изет, Анте, Др. Ђиђимиловић и Милорад завршавају у затвору. Решење за излаз из неугодне ситуације у којој су се нашли налазе у Енесу. Фарук је одлучио модернизовати студио па у ту сврху подиже кредит. Нова опрема коју је купио грешком долази на његову кућну адресу. У неспоразуму који следи, Изет посумња да је реч о техничкој опреми коју шверцује Самир за којом трага полиција.                                                         |
| 59                 | 19                 | 11. јануар 2009.    | ФТВ (БиХ) | Златна рибица                     | Фарук добија од Тање на дар акваријум са златном рибицом. У пијаном стању Изет разговара са рибицом, а Дамир који прислушкује тај разговор сазнаје где су сакривене паре из његовог "црног фонда". Дамир узима паре, одлази на концерт у Нови Сад, а Изет поклања акваријум Самиру. Самиру је то прилика за лаку зараду па покушава уверити Селму да га купи. У све се, по свом обичају, умеша дебели Дино који својим потезима изазива општу забуну.                                                                   |
| 60                 | 20                 | 18. јануар 2009.    | ФТВ (БиХ) | Роштиљ, дрога и наука             | Изет и његов нераздвојни Др. Ђиђимиловић одлучују направити роштиљ на балкону. Као средство за потпалу ватре узимају стару књигу, но испоставиће се да је то књига из које Дамир спрема испит из микробиологије. Дамир је пао на испиту, а због низа случајних околности Фарук почиње сумњати како се он дрогира. Као психијатар и стручњак за одвикавање од опојних дрога у цели случај се упетљава Др. Ђиђимиловић.                                                                                                   |
| 61                 | 21                 | 25. јануар 2009.    | ФТВ (БиХ) | Историјска повијест студија Акорд | Из Јужне Америке се вратио стари Фаруков пријатељ Фета. Он је био бубњар у легендарном Фаруковом бенду "Вукови с' Вратника". Док испијају гајбе пива у студију, њих двојица присећају се старих дана. Њихова прича нас враћа десетак година уназад када је Фарук отворио студио. Куповина пословног простора у коме је смештен студио била је малверзација у коју су укључени Изет, Самир и Др. Ђиђимиловић. Наравно, Дино је човек који свему томе даје свој својеврстан печат.                                        |
| 62                 | 22                 | 1. фебруар 2009.    | ФТВ (БиХ) | Дебели и ћелави                   | Изетова веза са Аном, и Фарукова са њеном ћерком Тањом, својеврсна су препрека једна другој. Изет је категоричан - један од њих мора одустати. Уверен да Ани смета то што је ћелав, Изет почиње носити перику, али то се не показује као идеално решење. Средство за раст косе је идући потез у који се упушта. Како би задржао Тању, Фарук почиње одлазити на трчање, али и више обраћати пажњу на хигијену тела. Повлачећи конце са стране Дамир уноси додатни немир у њихов напети однос.                            |
| 63                 | 23                 | 8. фебруар 2009.    | ФТВ (БиХ) | Горопадна Ана                     | Алтернативна рок групе "Сиктер" се распала. Њен фронтмен Буре позива Фарука и Фету да заједно оснују бенд. Фарук, сретан што му се пружа прилика да поновно свира, одушевљено прихвата понуду. Већ са првим свиркама у Сан Рему, Фаруку се почињу удварати девојке. Мариофил је у сукобу са Маријом због новца којег издваја за своју ћерку из претходног брака. Изетова љубавна афера са Аном се развија у необичном смеру.                                                                                            |
| 64                 | 24                 | 15. фебруар 2009.   | ФТВ (БиХ) | Прокишњавање                      | Енес Хаџиетхемћумуровић се нашао пред тешким проблемом, у јавност је процурила вест да он, мада се већ годинама бави адвокатским послом, уопште нема положен правосудни испит. Потребно му је 10.000 марака како би се у адвокатској комори регистровао као адвокат и тај ће новац уз помоћ Изета покушати "узети" од наивних комшија. Стјепан се ненадано дочепао веће своте новца и покушаће од Марије откупити своју некадашњу кафану. У његовом науму му помаже Самир.                                              |
| 65                 | 25                 | 22. фебруар 2009.   | ФТВ (БиХ) | Караоке show                          | У новоотвореној осигуравајућој кући Изет уплаћује додатно здравствено осигурање. Убрзо ће се он и Др. Ђиђимиловић уверити како то није био баш најпаметнији начин да се уложи новац. Стјепанов плаћеник Самир и даље покушава угрозити рад Сан Рема. У ту сврху набавља караоке уређај и нуди се Марији као организатор музичке вечери. Новчана награда за победника је примамљива те се за певање пријављују Изет и Чомбе. Превара са којом Изет покушава однети победу бива разоткривена те он у бегу напушта кавану. |
| 66                 | 26                 | 1. март 2009.       | ФТВ (БиХ) | Иконографија                      | Фарук је пронашао љубав свог живота, Сенаду. Девојка има само једну ману – удата је за другог мушкарца. Но, с' обзиром да је Енес Хаџиетхемћумуровић адвокат специјализован за бракоразводне парнице, њен брачни статус не би требало да буде већи проблем за њихову везу. Верски туризам у Међугорју - Изет и Др. Ђиђимиловић виде као прилику за нову пословну иницијативу. |
| 67                 | 27                 | 8. март 2009.       | ФТВ (БиХ) | Пусти снови                       | Изет нема пуно жеља у животу. Свега две - да се Фарук одсели и да се Рапка напокон почне секси облачити. Ненадано му се обе жеље испуне. Но, само на кратко. Убрзо ће увидети да ствари нису онакве какве се на први поглед чине. Све то престаје бити битно оног тренутка када Изет сазнаје да је Дамир добио Бинго добитак у износу од три милиона марака. |
| 68                 | 28                 | 15. март 2009.      | ФТВ (БиХ) | Агресивни Фарук                   | Фарук и Сенада су одлучили да се венчају. То Изету не би представљало значајан проблем да њихова одлука не подразумева и заједнички живот у његовом стану. Преко тога он не жели лако прећи и потпомогнут Дамиром кује план како да растави младенце. Тај план укључује и високо моралног адвоката Енеса Хаџиетхемћумуровића који је, за омању новчану своту, увек спреман ускочити у Изетове малверзације. Нема разлога да тако не буде и у овом случају.                                                              |
| 69                 | 29                 | 22. март 2009.      | ФТВ (БиХ) | Гдје чељад нису бијесна...        | Скромним венчањем Фарук и Сенада улазе у брачну заједницу. Изет се међутим још увек не може помирити са изгубљеном битком и одлучује наставити борбу за свој животни простор. Изет одлучује да на сваки могући начин спречи младенце да уселе у његов стан. Када Фарук и Сенда ипак успеју да пробију његову обрамбену линију, Изет и даље не одустаје. |
| 70                 | 30                 | 29. март 2009.      | ФТВ (БиХ) | Алкохолизам и ренесанса           | Изетови покушаји да отера Сенаду из стана ће коначно да уроде плодом. Сенада напушта Фарука и одлази живети код своје маме. Фарук је очајан и препушта се алкохолу. Као прави кум, Чомбе је ту да му пружи раме за плакање. Оно што Фарук не зна је да се Изетов брат Исмет након четрдесет година вратио из Шведске. |
| 71                 | 31                 | 5. април 2009.      | ФТВ (БиХ) | Путер и старка                    | Покушавајући да оживи досадне пензионерске дане, Изет се одлучује написати босанску граматику, а у исто време Фарук утеху налази у алкохолу будући да га је оставила Сенада. Енес му препоручује приватног истражитеља који му може набавити доказе да је Сенада неверна. |
| 72                 | 32                 | 12. април 2009.     | ФТВ (БиХ) | Љубавни јади младих Фазлиновића   | Три Фазлиновића пијуцкају максузију и покушавају одгонетнути мистерију зашто у њиховој кући ни једна се жена не може дуже задржати. Њихове приче воде нас кроз разне љубавне афере у којима су актери и на крају којих су, по правилу, увек извлачили дебљи крај. Под утицајем алкохола њихово депресивно расположење полагано прелази у весеље, али не задуго. |